# Fulvia fulva
Fulvia fulva (Cooke) Cif. – gatunek grzybów z klasy Dothideomycetes. U pomidorów wywołuje chorobę o nazwie brunatna plamistość liści pomidora. Gatunek kosmopolityczny, występujący poza Antarktydą na wszystkich kontynentach, a także na wielu wyspach. Pasożytuje głównie na pomidorze. Rozprzestrzenia się przez zarodniki, które mogą być przenoszone przez wiatr lub krople deszczu. Mogą one przetrwać na nasionach, resztkach roślin lub na konstrukcjach szklarniowych nawet do 12 miesięcy.

## Systematyka i nazewnictwo
Pozycja w klasyfikacji według Index Fungorum: Passalora, Mycosphaerellaceae, Capnodiales, Dothideomycetidae, Dothideomycetes, Pezizomycotina, Ascomycota, Fungi.
Po raz pierwszy zdiagnozował go w 1878 r. Mordecai Cubitt Cooke, nadając mu nazwę Cladosporium fulvum. Obecną nazwę nadał mu Raffaele Ciferri w 1954 r. Należy do monotypowego rodzaju Fulvia Cif. 1954
Synonimy:
- Cladosporium fulvum Cooke 1878
- Cladosporium fulvum Cooke 1878 var. fulvum
- Cladosporium fulvum var. violaceum Voglino 1913
- Mycovellosiella fulva (Cooke) Arx 1983
- Passalora fulva (Cooke) U. Braun & Crous 2003

## Morfologia
Grzyb mikroskopijny zaliczany do grupy grzybów cerkosporoidalnych. Pasożyt rozwijający się jako endobiont w tkankach roślin. Do liści zarodniki wnikają przez aparaty szparkowe. Na liściach w miejscu rozwoju jego plechy tworzą się żółte, potem brunatne plamy. W ich obrębie tkanki obumierają. W aparatach szparkowych porażonych roślin tworzy jasnobrązowe podkładki o rozmiarach 30 × 10 μm. Zbudowane są ze strzępek o średnicy 2,5–5 μm. Wyrastają z nich luźne pakiety konidioforów. Są one nierozgałęzione, lub sporadycznie tylko rozgałęziające się przy podstawie, powyginane, wąskie u nasady, a rozszerzające się przy wierzchołku. Posiadają z jednej strony guzowate nabrzmienia będące jak gdyby zaczątkiem bocznych gałązek. Konidiofory są septowane, gładkie i jasnobrązowe. Mają długość 57–125 μm i szerokość 2,5–7 μm. Na końcu znajduje się komórka konidiotwórcza. W miejscu oderwanych zarodników konidialnych pozostają widoczne blizny. Konidia o barwie od jasnobrązowej do ciemnobrązowej, cylindryczne lub elipsoidalne, gładkie, proste lub lekko zakrzywione, z 1–3 przegrodami. Mają rozmiar 16–140 × 5–7 μm. Powstają w łańcuszkach, czasami rozgałęzionych.